# Anatralata versicolor
Anatralata versicolor là một loài bướm đêm trong họ Crambidae.